# Bryophyllum mortagei
Bryophyllum mortagei là một loài thực vật có hoa trong họ Crassulaceae. Loài này được (Raym.-Hamet & Perrier) Wickens miêu tả khoa học đầu tiên năm 1982.